# Ludovico Barbiano da Belgioioso

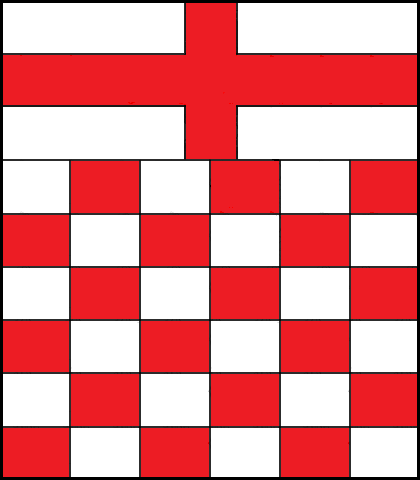
Stemma Da Barbiano.

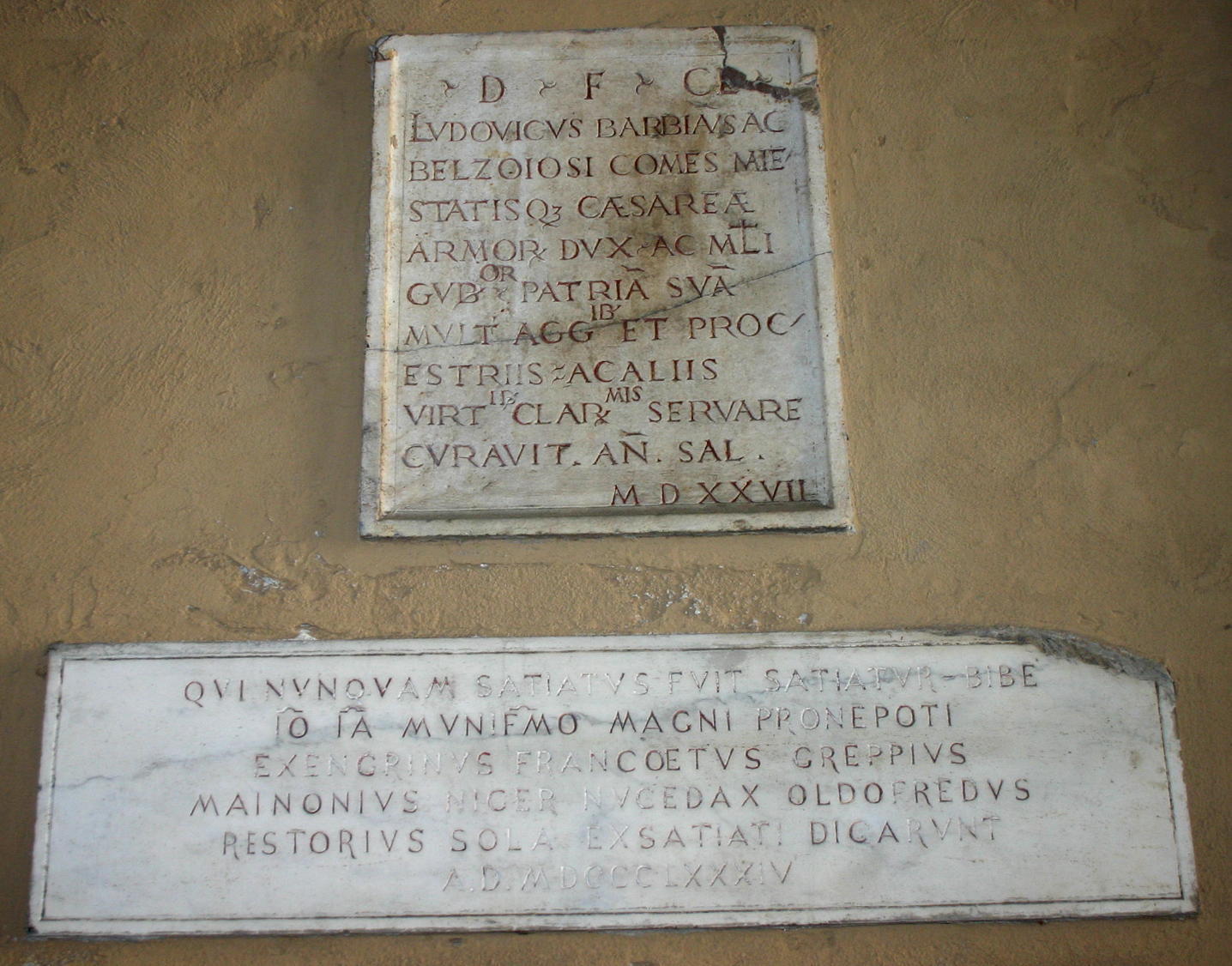
Milano, Palazzo Trivulzio, lapidi a Ludovico Barbiano e a Gian Giacomo Trivulzio.

Ludovico Barbiano da Belgiojoso (15 marzo 1488 – Milano, 4 gennaio 1530) è stato un condottiero e capitano di ventura italiano, conte di Belgioioso, signore di San Colombano al Lambro, Soncino, Castel San Giovanni, Monza, Cotignola, Barbiano, Bagnacavallo e Donegaglia.

## Biografia
Era figlio di Carlo Barbiano da Belgiojoso e di Caterina Visconti.
Fu iniziato al mestiere delle armi sotto la guida del noto condottiero milanese Gian Giacomo Trivulzio, che militava sotto le bandiere del Regno di Francia. Partecipò alla battaglia di Ravenna del 1512 e alla battaglia di Marignano del 1515.
Si trasferì quindi in Francia dove divenne ciambellano di re Francesco I. Nel 1521 combatté in Spagna a fianco del condottiero Teodoro Trivulzio e successivamente in Lombardia per i francesi, fino al 1522 quando gli Sforza abbandonarono Milano. Partecipò nel 1525 alla battaglia di Pavia, che segnò la decisiva vittoria degli imperiali contro il Regno di Francia. Mentre Francesco I era prigioniero in Italia, Ludovico si trovava a Lione con l'intento di ripristinare le file dell'esercito francese.
Chiese una licenza per rientrare in Italia a visitare i suoi feudi, ma gli fu negata e pensò quindi di offrirsi al soldo della Serenissima. Ottenne nel 1523 la possibilità di rientrare in patria a causa di una contesa cavalleresca, sfociata in una richiesta di duello, tra Ludovico e il marchese di Castel Goffredo Aloisio Gonzaga, al tempo al servizio di Venezia: costui si sentì offeso per una affermazione in cui venivano dichiarati "poltroni" i militari al servizio di Venezia. Il Barbiano rientrò in Italia nell'aprile 1526 ed il luogo del duello venne scelto a Scandiano, feudo del conte Giovanni Battista Boiardo, parente da parte di madre del Gonzaga. Grazie all'intervento di papa Clemente VII, tramite il marchese di Mantova, e della Repubblica di Venezia, che chiese al duca di Ferrara Alfonso I d'Este di impedire il duello, lo scontro non ebbe luogo.
Nell'agosto dello stesso anno, passò al servizio degli Imperiali, che ricompensarono Ludovico di numerosi feudi, nel milanese e nel novarese e divenne comandante della fanteria imperiale in Italia, al comando di 5.000 soldati. Nel gennaio 1527 venne inviato dagli spagnoli alla difesa di Milano e crebbe in lui il desiderio di diventare signore della città, il che creò non pochi scontri con il governatore Antonio de Leyva. Si inimicò il governatore definitivamente nel 1527 quando venne tacciato di scarso valore nell'assedio di Pavia contro i franco-veneziani, che riconquistò l'anno dopo. Fu impiegato dal de Leyva a Piacenza e alla difesa di Genova, nel 1528. Per i suoi servizi, ottenne dall'imperatore Carlo V la nomina di capitano generale delle fanterie spagnole in Lombardia e, sempre nello stesso anno, conquistò Pavia. Mentre gli spagnoli con de Leyva erano impegnati a Bologna, Ludovico Barbiano si trovò a controllare Milano e le mire autonomiste di una parte della nobiltà, ma senza risultato. Le sue ambizioni furono stroncate e la rottura con gli imperiali fu definitiva.
Ludovico morì improvvisamente nel gennaio 1530, forse avvelenato e i suoi feudi confiscati dagli spagnoli.